# Коле Кампано-Скрима (Фрозиноне)
Коле Кампано-Скрима је насеље у Италији у округу Фрозиноне, региону Лацио.
Према процени из 2011. у насељу је живело 1958 становника. Насеље се налази на надморској висини од 242 м.